# Мунджански език
Мунджанският език е ирански език, говорен от около 3000 души в Афганистан. Той принадлежи към езиците, принадлежащи към източноиранската подгрупа. Известни са като „памирски езици“. Това са езици, говорени от древната общност от сакски народи, населявали Средна Азия, и в частност – Памир и Хиндукуш. Те се различават от съвременния таджикски език, принадлежащ към т.нар. западноирански езици, който възниква по-късно в резултат на силна миграция откъм Иран.

## История
Днес мунджанците живеят в едноименната област Мунджан, в Читрал, по долината на р. Джирм (приток на р. Кокча) и другите периферни долини на тези райони в Северен Афганистан. Според редица специалисти, исторически предци на мунджанците са народите, участващи в сакската конфедерация, наричана от персите „хаумаварга“, а от Херодот – „амиргийски скити“. Те са част от т.нар. древнобактрийска общност, попадаща заедно с каспиите в петнадесета сатрапия на Персийската империя (Херодот, II, 23). Лингвистичните изследвания на И. Маркварт стигат до извода, че езикът на мунджанците е пряк наследник на общността хаумаварга . От мунджанската общност се отделят няколко клона, сред които и народът йидга. Според данни от края на XIX век, отделянето на йидга, които днес живеят в Северен Пакистан в долината на р. Луткух, е станало „преди седем поколения“.
Нейният лингвистичен анализ възстановява основната форма, запазена в някои съседни езици като „Мриг“. В езика кати мунджанците са наричани Мрюгул, а в родствения йидга – Брагайо, което е в тясна близост с херодотовия топоним Амиргия (страна на саките) и хаумаварга (Б.А.Литвинский, цит.съч.). Според по-нови проучвания някои български изследователи стигат до извода, че в езикът на мунджанците са се запазили много сходства с езика на древните българи, което подсказва и за историческа взаимност(П. Добрев, Златният фонд на българската древност, 2005 г.; А. Хофарт, Митраизмът и древните българи, 2009 г.).